# Howie Schultz
Howard Henry "Howie" Schultz (Saint Paul, Minnesota, 3 de julio de 1922-Chaska, Minnesota, 30 de octubre de 2009) fue un jugador de béisbol y jugador y entrenador de baloncesto estadounidense que disputó tres temporadas en la NBA, además de jugar otras tres en la NBL y una más en la NPBL, mientras que al béisbol jugó seis temporadas en las Ligas Mayores. Con 1,98 metros de estatura, jugaba en la posición de ala-pívot en baloncesto, y como primera base en béisbol.

## Trayectoria deportiva

### Universidad
Jugó durante su etapa universitaria en los Pipers de la Universidad Hamline, siendo elegido en 1945 en el primer equipo All-American para la Helms Foundation.

### Baloncesto
Comenzó su andadura en el baloncesto profesional en 1946 con los Anderson Packers de la NBL, donde en su primera temporada fue el máximo anotador de su equipo, promediando 11,1 puntos por partido. Jugó dos temporadas más con el equipo en la NBL, en la última de ellas se proclamaron campeones de liga, tras derrotar en las finales a los Oshkosh All-Stars, con Schultz como ala-pívot titular, promediando 8,4 puntos por partido.
Al año siguiente el equipo pasó a jugar a la NBA, y Schultz comenzó como jugador-entrenador, pero mediada la temporada fue traspasado junto con Dick Mehen a los Fort Wayne Pistons a cambio de Frank Brian. Allí acabó la misma promediando 8,5 puntos y 2,5 asistencias por partido.
Como los Pistons no contaron con él al año siguiente, fichó por el equipo de su ciudad, los St. Paul Lights de la NPBL, donde jugó una temporada en la que promedió 8,8 puntos por encuentro. En 1951, Fort Wayne, que conservaba sus derechos en la NBA, lo traspasó a los Minneapolis Lakers, con los que, en su primera temporada, se proclamó campeón de liga, derrotando en las finales a los New York Knicks, aportando 4,1 puntos y 3,7 rebotes por partido. Jugó una temporada más con los Lakers, antes de retirarse definitivamente.

### Béisbol
Schultz comenzó a jugar al béisbol profesionalmente antes incluso de asistir a la Universidad Hamline. En 1941 jugó en las Ligas Menores con los Grand Forks Chiefs, subiendo de categoría al año siguiente al pasar a los St. Paul Saints, compaginándolo con sus estudios universitarios. En 1943 fichó por los Brooklyn Dodgers de las Grandes Ligas, y aprovechando que muchos jugadores estaban cumpliendo el servicio militar durante la Segunda Guerra Mundial, se convirtió en el primera base titular del equipo.
Jugó cuatro temporadas con los Dodgers, en la segunda de ellas fue el cuarto mejor jugador de la Liga Nacional en strike outs, con 67 eliminaciones. En 1946 lo traspasaron a los Philadelphia Phillies para hacer hueco en el equipo a la estrella Jackie Robinson, acabando su carrera en los Cincinnati Reds, con un total de 24 home runs y un porcentaje de bateo del 24,1%.

## Estadísticas de su carrera en la NBA

### Temporada regular
| Temporada | Edad | Equipo             | Liga | Pos. | P   | TIT | MIN  | TC  | TCA  | %TC  | 3P | 3PA | %3P | TL  | TLA | %TL  | R.OF. | R.DEF. | REB | ASIS | ROB | TAP | PER | FP  | PTS |
| 1949-50   | 27   | TOTAL              | NBA  | PF   | 67  |     |      | 2.7 | 10.0 | .267 |    |     |     | 2.9 | 4.2 | .695 |       |        |     | 2.5  |     |     |     | 3.6 | 8.3 |
| 1949-50   | 27   | Anderson Packers   | NBA  | PF   | 35  |     |      | 2.4 | 9.0  | .263 |    |     |     | 3.3 | 4.6 | .731 |       |        |     | 2.5  |     |     |     | 3.6 | 8.1 |
| 1949-50   | 27   | Fort Wayne Pistons | NBA  | PF   | 32  |     |      | 3.0 | 11.1 | .270 |    |     |     | 2.5 | 3.8 | .648 |       |        |     | 2.5  |     |     |     | 3.7 | 8.5 |
| 1951-52   | 29   | Minneapolis Lakers | NBA  | PF   | 66  |     | 19.7 | 1.3 | 4.8  | .283 |    |     |     | 1.4 | 1.8 | .756 |       |        | 3.7 | 1.5  |     |     |     | 3.0 | 4.1 |
| 1952-53   | 30   | Minneapolis Lakers | NBA  | PF   | 40  |     | 11.9 | 0.6 | 2.3  | .267 |    |     |     | 1.1 | 1.6 | .694 |       |        | 2.0 | 0.7  |     |     |     | 1.8 | 2.3 |
| Total     |      |                    | NBA  |      | 173 |     | 16.7 | 1.7 | 6.2  | .271 |    |     |     | 1.9 | 2.7 | .711 |       |        | 3.1 | 1.7  |     |     |     | 3.0 | 5.3 |

### Playoffs
| Temporada | Edad | Equipo             | Liga | Pos. | P  | TIT | MIN | TC  | TCA  | %TC  | 3P | 3PA | %3P | TL  | TLA | %TL  | R.OF. | R.DEF. | REB | ASIS | ROB | TAP | PER | FP  | PTS  |
| 1950      | 27   | Fort Wayne Pistons | NBA  | PF   | 4  |     |     | 3.8 | 15.3 | .246 |    |     |     | 3.3 | 4.3 | .765 |       |        |     | 1.0  |     |     |     | 3.8 | 10.8 |
| 1952      | 29   | Minneapolis Lakers | NBA  | PF   | 12 |     | 8.3 | 0.5 | 1.5  | .333 |    |     |     | 0.5 | 0.8 | .600 |       |        | 1.6 | 0.4  |     |     |     | 1.5 | 1.5  |
| Total     |      |                    | NBA  |      | 16 |     | 8.3 | 1.3 | 4.9  | .266 |    |     |     | 1.2 | 1.7 | .704 |       |        | 1.6 | 0.6  |     |     |     | 2.1 | 3.8  |